# Sacred Heart (Album)
Sacred Heart ist das 1985 veröffentlichte dritte Album der amerikanischen Hard-Rock-/Heavy-Metal-Band Dio und das letzte Studioalbum, das in der Gründungsbesetzung der Band aufgenommen wurde.

## Geschichte
Dio hatte 1984 mit The Last in Line das, gemessen an den Absatzzahlen, erfolgreichste Album in der Band-Karriere veröffentlicht. Während bei den ersten beiden Alben der Gruppe eine starke Kameraderie beim Songwriting geherrscht hatte, kam es bereits vor den Aufnahmen für das nun zu veröffentlichende dritte Album zu Spannungen in der Gruppe. Grund dafür waren Streitigkeiten wegen der Bezahlung der Musiker, die insbesondere von Gitarrist Vivian Campbell wiederholt zur Sprache gebracht worden, aber von Dio abgewehrt wurden:

„Ich habe zu allen immer wieder gesagt: Sobald wir in der Lage sind, mit der Band Geld zu verdienen, soll auch jeder etwas davon haben. Was manche aber gern außer Acht lassen, ist die Tatsache, dass erst einmal viel Geld – mein Geld – investiert werden musste, um die Kiste ins Rollen zu bringen. Sie wollten von Beginn an ein gleich großes Stück vom Kuchen haben, während ich im Gegenzug das ganze finanzielle Risiko zu tragen hatte.“

Bassist Jimmy Bain kritisierte eine veränderte Haltung des Namensgebers der Gruppe gegenüber den Bandmitgliedern:

„Die ersten Jahre über gab es überhaupt keinen Zweifel daran, dass wir eine Band, und – trotz des Namens – kein Soloprojekt von Ronnie waren. Bei Sacred Heart wurde das anders. Ronnie wollte alles kontrollieren, und zumindest Vivian (Campbell) und mir kam es so vor, als wäre unsere Meinung zunehmend irrelevant geworden.“

Trotz dieser schwelenden Probleme ging die Gruppe in unveränderter Besetzung ins Studio. Für die Produktion des Albums, das im Rumbo Studio in Los Angeles aufgenommen wurde, zeichnete erneut Ronnie James Dio verantwortlich, Toningenieur war wieder Angelo Arcuri.

## Titelliste
Alle Texte wurden von Ronnie James Dio geschrieben, die folgenden Autorenangaben beziehen sich auf die jeweilige Komposition.
| Nr.          | Titel                    | Autor(en)                                      | Länge |
| ------------ | ------------------------ | ---------------------------------------------- | ----- |
| 1.           | King of Rock and Roll    | Vinny Appice, Jimmy Bain, Vivian Campbell, Dio | 3:43  |
| 2.           | Sacred Heart             | Appice, Bain, Campbell, Dio                    | 6:28  |
| 3.           | Another Lie              | Dio                                            | 3:48  |
| 4.           | Rock 'N' Roll Children   | Dio                                            | 4:32  |
| 5.           | Hungry for Heaven        | Bain, Dio                                      | 4:11  |
| 6.           | Like the Beat of a Heart | Bain, Dio                                      | 4:24  |
| 7.           | Just Another Day         | Dio, Campbell                                  | 3:23  |
| 8.           | Fallen Angels            | Appice, Bain, Campbell, Dio                    | 3:57  |
| 9.           | Shoot Shoot              | Appice, Bain, Campbell, Dio                    | 4:20  |
| Gesamtlänge: | Gesamtlänge:             | Gesamtlänge:                                   | 38:32 |

## Rezeption
Sacred Heart erreichte in den USA am 15. Oktober 1985 den Goldstatus für 500.000 verkaufte Einheiten. Das deutsche Magazin Metal Hammer wählte Sacred Heart im September 1985 zum ersten Album des Monats.
Götz Kühnemund schrieb im September 1985 für Rock Hard, es gebe „nur wenige Bands, die es schafften, sich kommerziell zu behaupten und trotzdem gleichbleibende Qualität zu liefern.“ Zu diesen gehörten „neben Motörhead, Judas Priest und Scorpions eben Dio“. Wenn Ronnie James Dio singe, sei „jede Platte ein Hammer“. Sacred Heart schließe sich da nahtlos an und beweise „einmal mehr, wer der beste Sänger im HM“ (Heavy Metal) sei. In einer Song-für-Song-Kritik beschrieb er die Lieder näher und vergab für das Album am Ende 9 von 10 möglichen Punkten.